# Квантова мережа
Квантова мережа — мережа зв'язку, де передача інформації здійснюється у вигляді кубітів між фізично розділеними квантовими процесорами. Квантові мережі є важливим елементом квантових обчислень та систем квантового зв'язку. Квантовий процесор — це невеликий квантовий комп'ютер, здатний виконувати квантові логічні операції над певною кількістю кубітів. Квантові мережі працюють подібно до класичних мереж. Головна відмінність полягає в тому, що квантові мережі, як і квантові обчислення, краще вирішують певні проблеми, такі як моделювання квантових систем.

## Основи

### Квантові мережі для обчислень
Мережеві квантові обчислення або розподілені квантові обчислення працюють шляхом з'єднання кількох квантових процесорів у квантову мережу з пересиланням кубітів між ними. Це створює кластер квантових обчислень і, отже, створює більший обчислювальний потенціал. Таким чином можна зв'язати менш потужні комп'ютери, щоб створити один більш потужний процесор. Це аналогічно підключенню кількох класичних комп'ютерів для формування комп'ютерного кластера в класичних обчисленнях. Як і класичні обчислення, ця система є масштабованою шляхом додавання більшої і більшої кількості квантових комп'ютерів до мережі. У даний час[коли?] квантові процесори рознесені лише на невеликі відстані.

### Квантові мережі для зв'язку
У царині квантового зв'язку потрібно передати кубіти від одного квантового процесора до іншого на великі відстані. Таким чином локальні квантові мережі можуть бути з'єднані в квантовий Інтернет. Квантовий Інтернет підтримує багато застосувань, які отримують свої можливості від того, що, створюють квантово заплутані кубіти, інформація може передаватися між віддаленими квантовими процесорами. Більшість програм квантового Інтернету вимагають лише дуже скромних квантових процесорів. Для більшості квантових Інтернет-протоколів, таких як квантове розповсюдження ключа в квантовій криптографії, достатньо того що ці процесори здатні підготувати та виміряти лише один кубіт. У цьому відмінність від квантових обчислень, де цікаві програми можуть бути реалізовані лише тоді, коли квантові процесори можуть легко імітувати більше кубітів, ніж класичний комп'ютер (близько 60). Застосування у квантовому Інтернеті вимагають лише невеликих квантових процесорів, часто лише одного кубіта, оскільки квантове заплутування вже може бути реалізовано між двома кубітами. Моделювання системи з квантовою заплутаністю на класичному комп'ютері не може одночасно забезпечити і безпеку, і швидкість.

### Огляд елементів квантової мережі
Основна структура квантової мережі та взагалі квантового Інтернет є аналогом класичної мережі. По-перше, існують кінцеві вузли, на яких працюють програми. Ці кінцеві вузли є квантовими процесорами принаймні з одним кубітом. Деякі програми квантового Інтернету вимагають квантових процесорів кількох кубітів, а також квантової пам'яті в кінцевих вузлах.
По-друге, для транспортування кубітів від одного вузла до іншого потрібні лінії зв'язку. Для цілей квантового зв'язку можуть використовуватися стандартні телекомунікаційні волокна. Для мережевих квантових обчислень, в яких квантові процесори пов'язані на невеликій відстані, вибираються різні довжини хвиль залежно від точної апаратної платформи квантового процесора.
По-третє, для максимального використання комунікаційної інфраструктури потрібні оптичні комутатори, здатні доставити кубіти до визначеного квантового процесора. Ці комутатори повинні зберігати квантову когерентність, що робить їх складнішими для реалізації, ніж стандартні оптичні комутатори.
Нарешті, для перенесення кубітів на великі відстані потрібен квантовий повторювач. Повторювачі встановлюються між кінцевими вузлами. Оскільки кубіти неможливо скопіювати, класичне посилення сигналу неможливе. Тому квантовий повторювач працює принципово інакше, ніж класичний повторювач.

## Елементи квантової мережі

### Кінцеві вузли: квантові процесори
Кінцеві вузли можуть як приймати, так і передавати інформацію.
Телекомунікаційні лазери та параметричне перетворення у поєднанні з фотодетекторами можуть бути використані для квантового розповсюдження ключа. У цьому випадку кінцеві вузли у багатьох випадках можуть бути дуже простими пристроями, що складаються лише з дільника променя і фотодетекторів.
Однак для багатьох протоколів бажані більш досконалі кінцеві вузли. Ці системи забезпечують розширені можливості обробки, а також можуть використовуватися як квантові повторювачі. Їх головна перевага полягає в тому, що вони можуть зберігати та повторно передавати квантову інформацію, не порушуючи базовий квантовий стан. Квантовий стан може зберігатися або відносним спіном електрона в магнітному полі, або енергетичним станом електрона. Вони також можуть реалізовувати квантові логічні вентилі.
Одним із способів реалізації таких кінцевих вузлів є використання азотно-заміщених вакансій у алмазі. Ця система утворює невеликий квантовий процесор з кількома кубітами. Азотно-заміщені вакансії можна використовувати при кімнатній температурі. Маломасштабні квантові алгоритми та квантова корекція помилок вже були продемонстровані в цій системі, як і можливість заплутати два віддалених квантові процесори та виконання детермінованої квантової телепортації.
Іншою можливою платформою є квантові процесори на основі іонних пасток, які використовують радіочастотні магнітні поля та лазери. У багатовидовій мережі на іонних пастках фотони, заплутані батьківським атомом, використовуються для переплутування різних вузлів. Крім того, одним із можливих методів цього є квантова електродинаміка на оптичних резонаторах. У квантовій електродинаміці на оптичних резонаторах квантові стани фотонів можуть переноситися в квантові стани атомів, що зберігаються в окремих атомах, що містяться в оптичних порожнинах. Це дозволяє передавати квантові стани між одиночними атомами за допомогою оптичного волокна на додаток до створення заплутаності між віддаленими атомами.

### Лінії зв'язку: фізичний рівень
На великих відстанях основним методом роботи квантових мереж є використання оптичних мереж та фотонних кубітів. Це пов'язано з тим, що оптичні мережі мають нижчий шанс декогеренції. Перевага оптичних мереж полягає в можливості повторного використання існуючих оптичних волокон. У якості альтернативи можуть бути реалізовані мережі у вільному просторі, які передають квантову інформацію через атмосферу або через вакуум.

#### Оптоволоконні мережі
Оптичні мережі з використанням існуючих телекомунікаційних оптичних волокон можуть бути реалізовані з використанням апаратного забезпечення, подібного до існуючого телекомунікаційного обладнання. Це волокно може бути як одномодовим, так і багатомодовим, де багатомодовий режим забезпечує точнішу комунікацію. На стороні відправника однофотонне джерело можна створити, сильно послаблюючи стандартний телекомунікаційний лазер, таким чином, щоб середня кількість фотонів за імпульс була менше 1. Для прийому може використовуватись лавинний фотоприймач. Можуть бути використані різні методи керування фазою або поляризацією, такі як інтерферометри та дільники променя. У випадку використання протоколів, заснованих на заплутаності, заплутані фотони можуть генеруватися за допомогою спонтанного параметричного розсіяння. У обох випадках телекомунікаційне волокно може мультиплексуватися для передачі неквантових сигналів синхронізації та керування.

#### Мережі у вільному просторі
Квантові мережі у вільному просторі працюють подібно до оптоволоконних мереж, але покладаються на пряму видимість між сторонами, що комунікують замість використання оптоволоконного з'єднання. Мережі у вільному просторі зазвичай можуть підтримувати вищі швидкості передачі, ніж оптоволоконні мережі, і їм не доводиться враховувати скремблювання поляризації, спричинене оптичним волокном. Однак на великих відстанях комунікації у вільному просторі збільшується ймовірність порушення фотонів навколишнім середовищем.
Важливо, що зв'язок у вільному просторі також можливий від супутника до Землі. Був продемонстрований квантовий супутник, здатний до розподілу із заплутуванням на відстані 1203 км Також повідомляється про експериментальний обмін одиночними фотонами з глобальної навігаційної супутникової системи на відстані 20 000 км по косій. Ці супутники можуть зіграти важливу роль у з'єднанні менших наземних мереж на великих відстанях.

### Повторювачі
Наслідки втрати сигналу та декогеренція, властиві більшості транспортних середовищ, таких як оптичне волокно заважають зв'язку на великі відстані. У класичній комунікації підсилювачі можуть використовуватися для посилення сигналу під час передачі, але в квантовій мережі підсилювачі не можуть бути використані, оскільки кубіти не можна копіювати у відповідності до теореми про заборону клонування. Тобто для реалізації підсилювача потрібно було б визначити повний стан кубіта, який передається, що є і небажаним, і неможливим.

#### Довірені повторювачі
Проміжним етапом, що дозволяє перевірити комунікаційну інфраструктуру, є довірені повторювачі. Важливо, що довірений повторювач не може використовуватися для передачі кубітів на великі відстані. Натомість довірений повторювач може бути використаний лише для виконання квантового розповсюдження ключа з додатковим припущенням, що повторювач є довіреним. Розглянемо два кінцеві вузли A і B, а посередині надійний повторювач R. A і R тепер виконують квантове розповсюдження ключа для генерації ключа {\displaystyle k_{AR}}. Подібним чином R і B запускають квантове розповсюдження ключа для генерації ключа {\displaystyle k_{RB}}. A і B тепер можуть обчислити ключ {\displaystyle k_{AB}} між собою таким чином: A надсилає {\displaystyle k_{AB}} на R, зашифрований ключем {\displaystyle k_{AR}}. R розшифровує, щоб отримати {\displaystyle k_{AB}}. Потім R повторно шифрує {\displaystyle k_{AB}}, використовуючи ключ {\displaystyle k_{RB}}, і надсилає його до B. B розшифровує, щоб отримати {\displaystyle k_{AB}}. A і B тепер мають спільний ключ {\displaystyle k_{AB}}. Ключ захищений від зовнішнього підслуховувача, але очевидно, що повторювач R також знає {\displaystyle k_{AB}}. Це означає, що будь-яке подальше спілкування між А і В не забезпечує наскрізної безпеки, але безпечне лише до тих пір, поки А і В довіряють повторювачу R.

#### Квантові повторювачі
Справжній квантовий повторювач дозволяє наскрізну (між кінцевими вузлами) генерацію квантової заплутаності, а отже — за допомогою квантової телепортації — передавання кубітів між кінцевими вузлами. У протоколах квантового розповсюдження ключа можна перевірити наявність такого заплутування. Це означає, що під час створення ключа шифрування відправник і одержувач захищені, навіть якщо вони не довіряють квантовому ретранслятору. Будь-яке інше застосування квантового Інтернету також вимагає наскрізної передачі кубітів, і, отже, квантового повторювача.
Квантові повторювачі дозволяють переплутування і можуть бути встановлені у віддалених вузлах без фізичного відправлення заплутаного кубіта на всю відстань.
У цьому випадку квантова мережа складається з множини зв'язків на короткі відстані, що складають, можливо, десятки або сотні кілометрів. У найпростішому випадку одного повторювача встановлюються дві пари заплутаних кубітів: {\displaystyle |A\rangle } і {\displaystyle |R_{a}\rangle }, між відправником і повторювачем, а друга пара {\displaystyle |R_{b}\rangle } і {\displaystyle |B\rangle } розташована між повторювачем та приймачем. Ці початкові заплутані кубіти можна легко створити, наприклад, за допомогою спонтанного параметричного розсіяння, причому один кубіт фізично передається на сусідній вузол. На даний момент повторювач може виконати вимірювання Бела на кубітах {\displaystyle |R_{a}\rangle } і {\displaystyle |R_{b}\rangle } таким чином телепортуючи квантовий стан {\displaystyle |R_{a}\rangle } на {\displaystyle |B\rangle }. Це призводить до «обміну» переплутанням таким чином, що {\displaystyle |A\rangle } і {\displaystyle |B\rangle } тепер заплутані на відстані, вдвічі більшій, ніж у початкових заплутаних пар. Видно, що мережа таких повторювачів може використовуватися лінійно або ієрархічно для встановлення заплутаності на великі відстані.
Апаратні платформи, придатні до використання у якості кінцевих вузлів, можуть також функціонувати як квантові повторювачі. Однак існують також апаратні платформи, придатні до використання лише у якості повторювачів, без можливості виконання квантових логічних вентилів.

#### Виправлення помилок
Виправлення помилок може використовуватись в квантових повторювачах. Однак через технологічні обмеження здатність обмежена дуже короткими відстанями, оскільки схеми квантової корекції помилок, які здатні захистити кубіти на великі відстані, потребують надзвичайно великої кількості кубітів, а отже, надзвичайно великих квантових комп'ютерів.
Помилки зв'язку можна класифікувати на два типи: помилки втрат (через оптичне волокно / навколишнє середовище) та помилки в роботі (наприклад, деполяризація, втрата фази тощо). Хоча для класичного виявлення та виправлення помилок може бути використана надлишковість, надлишкові кубіти не можуть бути створені через теорему про заборону клонування. Як результат, повинні бути введені інші типи виправлення помилок, такі як код Шора або один із числа більш загальних та ефективних кодів. Всі ці коди працюють, розподіляючи квантову інформацію між кількома переплутаними кубітами, щоб можна було виправити помилки операцій, а також помилки втрат.
На додаток до квантової корекції помилок, в квантових мережі в особливих випадках, таких як квантове розповсюдження ключів, може застосовуватись класична корекція помилок. У цих випадках метою квантового зв'язку є безпечна передача рядка класичних бітів. Традиційні коди виправлення помилок, такі як код Гемінга, можуть застосовуватися до бітового рядка перед кодуванням та передачею в квантовій мережі.

#### Очищення переплутаності
Квантова декогерентнція може виникнути, коли один кубіт з максимально заплутаного стану Белла передається через квантову мережу. Очищення переплутаності дозволяє створити майже максимально заплутані кубіти з великої кількості довільних слабко заплутаних кубітів і, таким чином, забезпечує додатковий захист від помилок. Очищення переплутаності вже було продемонстровано в азотно-заміщених вакансіях в алмазі.

## Застосування
Квантовий Інтернет підтримує численні застосування, які стають можливими завдяки квантовому заплутуванню. Загалом, квантове заплутування добре підходить для завдань, які потребують координації, синхронізації або конфіденційності.
Приклади таких застосувань включають квантове розповсюдження ключа, синхронізацію годинників, протоколи для розподілених системних проблем, таких як вибори лідера чи квантова задача візантійських генералів, розширення можливостей телескопів, а також перевірка позиції, безпечна ідентифікація та двостороння криптографія в моделі зашумленого носія. Квантовий Інтернет також забезпечує безпечний доступ до квантового комп'ютера у хмарі. Зокрема, квантовий Інтернет дозволяє дуже простим квантовим пристроям підключатися до віддаленого квантового комп'ютера таким чином, що там можна проводити обчислення без того, щоб квантовий комп'ютер з'ясовував, що це за обчислення насправді (вхідні та вихідні квантові стани не можна виміряти без руйнування обчислення, але склад схеми, що використовується для розрахунку, буде відомий).[джерело?]

### Захищений зв'язок
Що стосується зв'язку в будь-якій формі, найбільшою проблемою завжди було забезпечення приватності зв'язку. Квантові мережі дозволять створювати, зберігати та передавати інформацію, потенційно досягаючи «рівня конфіденційності, безпеки та обчислювальної потужності, якого неможливо досягти за допомогою сучасного Інтернету».
Шляхом застосування квантового оператора, який вибирає користувач, до системи інформації можна забезпечити що інформація потім може бути надіслана одержувачу без шансу, що спостерігач зможе точно записати надіслану інформацію без відома відправника або одержувача. На відміну від класичної інформації, яка передається в бітах, і їй присвоюється значення 0 або 1, квантова інформація, що використовується в квантових мережах, використовує квантові біти (кубіти), які можуть одночасно мати значення 0 і 1, перебуваючи в стані суперпозиції.
Це працює, тому що якщо спостерігач намагається підслухати, тоді він ненавмисно змінить інформацію, тим самим видаючи себе сторонам, яких атакує. По-друге, без належного квантового оператора для декодування інформації сторони пошкодять надіслану інформацію, не маючи можливості використовувати її самостійно. Крім того, кубіти можуть кодуватися в різноманітних матеріалах, включаючи поляризацію фотонів або спінові стани електронів.

## Поточний стан

### Квантовий Інтернет
В даний час не існує мережі, що з'єднує квантові процесори або квантові повторювачі, розгорнуті за межами лабораторії.
Одним із прикладів прототипу квантової комунікаційної мережі є квантова мережа міст із восьми користувачів, описана в роботі, опублікованій у вересні 2020 року. Мережа, розташована в Брістолі, використовувала вже розгорнуту волоконно-транспортну інфраструктуру і працювала без активної комутації або довірених вузлів.

### Експериментальні квантові модеми
Дослідницька група з Інституту квантової оптики Макса Планка в Гархінгу, Німеччина, досягає успіху в передачі квантових даних від літаючих і стабільних кубітів за допомогою інфрачервоного збігу спектра. Для цього потрібен складний, переохолоджений кристал ітрію силікату у сендвічі з ербію у дзеркальному середовищі для досягнення резонансного узгодження довжин інфрачервоних хвиль, знайдених у волоконно-оптичних мережах. Команда успішно продемонструвала, що пристрій працює без втрати даних.

### Мережі квантового розповсюдження ключа
Було розгорнуто кілька тестових мереж, які пристосовані до задачі квантового розповсюдження ключа або на коротких відстанях (але для підключення багатьох користувачів), або на більших відстанях, спираючись на довірені повторювачі. Ці мережі ще не дозволяють наскрізної (з кінця в кінець) передачі кубітів або наскрізного (з кінця в кінець) створення переплутування між віддаленими вузлами.
| Квантова мережа                                       | Початок | BB84 | BBM92 | E91 | DPS | COW |
| ----------------------------------------------------- | ------- | ---- | ----- | --- | --- | --- |
| Квантова мережа DARPA                                 | 2001    | Так  | Ні    | Ні  | Ні  | Ні  |
| Мережа квантового розповсюдження ключа SECOCQ у Відні | 2003    | Так  | Так   | Ні  | Ні  | Так |
| Мережа квантового розповсюдження ключа у Токіо        | 2009    | Так  | Так   | Ні  | Так | Ні  |
| Ієрархічна мережа у Wuhu, Китай                       | 2009    | Так  | Ні    | Ні  | Ні  | Ні  |
| Мережа Женеви (SwissQuantum)                          | 2010    | Так  | Ні    | Ні  | Ні  | Так |

Квантова мережа DARPAНа початку 2000-х років DARPA розпочала спонсорство проекту розвитку квантової мережі з метою впровадження безпечного зв'язку. Квантова мережа DARPA почала функціонувати в лабораторії BBN Technologies наприкінці 2003 р., А в 2004 р. була розширена, включивши вузли Гарвардського та Бостонського університетів. Мережа складається з декількох фізичних шарів, включаючи оптоволокно, що підтримує фазово-модульовані лазери та заплутані фотони, а також зв'язки у вільному просторі.
Мережа квантового розповсюдження ключа SECOCQ у ВідніЗ 2003 по 2008 рік проект «Безпечний зв'язок на основі квантової криптографії» (SECOQC) створив спільну мережу між низкою європейських установ. Архітектура, обрана для проекту SECOQC, є архітектурою з довіреним повторювачем, яка складається з квантових зв'язків точка-точка між пристроями, де зв'язок на великі відстані здійснюється за допомогою повторювачів.
OpenQKD координований Австрійським технологічним інститутом у Відні, зусилля вартістю 18 мільйонів євро також включають ID Quantique і кілька великих телекомунікаційних компаній, які працюють над серією відкритих тестових стендів.

Ієрархічна мережа у Wuhu, КитайУ травні 2009 року в Wuhu, Китай, було продемонстровано ієрархічну квантову мережу. Ієрархічна мережа складається з магістральної мережі з чотирьох вузлів, що з'єднують ряд підмереж. Магістральні вузли з'єднані через оптичний комутаційний квантовий маршрутизатор. Вузли в кожній підмережі також підключаються через оптичний комутатор і підключаються до магістральної мережі через довірений повторювач.
Мережа Женеви (SwissQuantum)Мережа SwissQuantum розроблена та випробувана у 2009—2011 роках, пов'язала установи в ЦЕРН з Женевським університетом та Університетом прикладних наук Західної Швейцарії в Женеві. Програма SwissQuantum була зосереджена на переведенні технологій, розроблених в SECOQC та інших дослідницьких квантових мережах у виробниче середовище. Зокрема на інтеграції з існуючими телекомунікаційними мережами, а також її надійності та стійкості.
Мережа квантового розповсюдження ключа у ТокіоУ 2010 р. ряд організацій з Японії та Європейського Союзу створили та протестували мережу квантового розповсюдження ключа у Токіо. Мережа Токіо базується на існуючих технологіях квантового розповсюдження ключа і прийняла архітектуру мережі, схожу на SECOQC. Вперше шифрування одноразовим блокнотом було впроваджено з достатньо високою швидкістю передачі даних, щоб підтримувати популярні програми кінцевого користувача, такі як захищені голосові та відеоконференції. Попередні широкомасштабні мережі квантового розповсюдження ключа, як правило, використовували класичні алгоритми шифрування, такі як AES, для високошвидкісної передачі даних і використовували квантові похідні ключі для даних з низькою швидкістю або для регулярного повторного введення ключа для класичних алгоритмів шифрування.
Магістраль Пекін-ШанхайУ вересні 2017 року офіційно відкрито 2000-км мережу квантового розповсюдження ключа між Пекіном та Шанхаєм, Китай. Ця магістральна лінія буде магістраллю, що з'єднує квантові мережі в Пекіні, Шанхаї, Цзінані в провінції Шаньдун та Хефей в провінції Аньхой. Під час церемонії відкриття два співробітники Bank of Communications здійснили транзакцію з Шанхаю в Пекін за допомогою мережі. State Grid Corporation of China також розробляє керуючу програму для зв'язку. Лінія використовує 32 довірених вузла як повторювачі. Квантова телекомунікаційна мережа введена в експлуатацію в Ухані, столиці провінції Хубей у центральному Китаї, також буде підключена до магістралі. Інші подібні міські квантові мережі вздовж річки Янцзи планують наслідувати приклад.
IQNET
IQNET (Intelligent Quantum Networks and Technologies) була заснована в 2017 році Каліфорнійським технологічним інститутом та AT&T. Разом вони співпрацюють з Національною прискорювальною лабораторією ім. Енріко Фермі та Лабораторією реактивного руху. У грудні 2020 року IQNET опублікував роботу в PRX Quantum, у якій повідомлено про успішну телепортацію кубітів на 44 км по оптоволокну. Вперше опублікована робота включає торетичне моделювання експериментальної установки. Двома тестовими зразками для проведених вимірювань були Квантова мережа Каліфорнійського технологічного інституту та Квантова мережа Національної прискорювальної лабораторії ім. Енріко Фермі. Це дослідження являє собою важливий крок у створенні квантового Інтернету майбутнього, який зробить революцію у сферах безпечного зв'язку, зберігання даних, точного зондування та обчислень.
EuroQCI
Усі держави Європейського Союзу підписали декларацію про приєднання до проекту EuroQCI. Проект EuroQCI передбачає побудову мережі квантового розповсюдження ключів, яка повинна з'єднати урядові інституції, муніципалітети, посольства, а також медичні установи та енергетичні мережі. EuroQCI буде складатися з наземного сегмента, де волоконно-оптичні мережі зв’язують стратегічні об’єкти на національному та транскордонному рівнях, та космічного сегмента на основі супутників, що пов'язує національні квантові комунікаційні мережі по всьому ЄС та у всьому світі. Технології EuroQCI будуть розроблені у рамках проекту Quantum Technology Flagship.
OpenQKD  Проєкт Європейської комісії «OpenQKD».  Координований Австрійським технологічним інститутом у Відні, зусилля вартістю 18 мільйонів євро також включають ID Quantique і кілька великих телекомунікаційних компаній, які працюють над серією відкритих тестових стендів.